# Max Minghella
Max Giorgio Choa Minghella (ur. 16 września 1985 w Londynie) – brytyjski aktor filmowy, scenarzysta i reżyser. Wystąpił m.in. w filmie The Social Network.

## Życiorys

### Wczesne lata
Urodził się i wychowywał w londyńskiej dzielnicy Hampstead jako syn Carolyn Jane Choa, tancerki i choreografki, i Anthony’ego Minghella (1954–2008), reżysera nagrodzonego Oscarem. Dorastał wraz z siostrą Hannah. W latach 2005–2009 studiował historię na Uniwersytecie Columbia w Nowym Jorku.

### Kariera
Pierwszą, większą rolę zagrał w filmie z 2005 Sezon na słówka. W tym samym roku wystąpił też w politycznym thrillerze Syriana u boku George'a Clooneya. W 2009 zagrał postać niewolnika Davusa w dramacie historycznym Alejandro Amenábara pt. Agora. W 2010 pojawił się w The Social Network, w filmie, który otrzymał trzy Oscary. W 2011 wystąpił w thrillerze w reżyserii George'a Clooneya Idy marcowe. W filmie Not Safe for Work z 2014 zagrał pracownika, zamkniętego w biurowcu z mordercą. Od 2017 występuje w roli głównej w serialu telewizyjnym Opowieść podręcznej.
W 2018 zadebiutował jako reżyser musicalem Moja gwiazda: Teen Spirit na podstawie własnego scenariusza. W 2021 wystąpił w amerykańskim horrorze Spirala: Nowy rozdział serii Piła w reżyserii D. L. Bousmana.

## Filmografia
aktor
- 2005: Sezon na słówka jako Aaron Neumann
- 2005: Syriana jako Robby Barnes
- 2006: Akademia tajemniczych sztuk pięknych jako Jerome
- 2007: Elvis i Anabelle jako Elvis
- 2009: Agora jako Davus
- 2010: The Social Network jako Divya Narendra
- 2011: Idy marcowe jako Ben Harper
- 2011: Najczarniejsza godzina jako Ben
- 2013: Stażyści jako Graham Hawtrey
- 2013: Horns jako Lee Tourneau
- 2013–2017: Świat według Mindy jako Richie Castellano
- 2014: Not Safe for Work jako Thomas Miller
- 2017–2025: Opowieść podręcznej jako Nick Blaine
- 2021: Spirala: Nowy rozdział serii Piła jako detektyw William Schenk
- 2022: Babilon jako Irving Thalberg

reżyser
- 2018: Moja gwiazda: Teen Spirit (reżyseria i scenariusz)
- 2024: Shell